# Genaro de la Riva i Ruiz
Genaro de la Riva i Ruiz   (Barcelona, 9 de setembre de 1890 - Vera, 25 de febrer de 1968) fill de Victorià de la Riva i de la Riva, natural d'Ortigosa de Cameros, i de Jacinta Ruiz i Alonso, fou un esportista català de la dècada de 1910 i més tard dirigent esportiu.

## Biografia
Ha estat un dels homes més importants de la història del RCD Espanyol, com a jugador i president del club.
Amb 17 anys marxà a cursar estudis de filatures i teixits a l'estranger, un any a França, un a Bèlgica (on fou campió escolar de floret) i un a Anglaterra (on s'inicià en la pràctica del futbol). Retornat a Barcelona jugà al primer equip del RCD Espanyol entre els anys 1911 i 1912, a la posició mig i d'interior. A continuació practicà la nàutica i jugà a criquet i hoquei herba amb el Polo JC on fou campió d'Espanya. Jugà un partit amb la selecció de futbol de Catalunya contra França el 1912, essent l'autor del gol de la victòria catalana.
Fou president de l'Espanyol durant tres etapes, 1920-1922, 1925-1930 i 1933-1942. Gràcies a ell el club va adquirir els terrenys del més tard Estadi de Sarrià i recuperà al porter Ricard Zamora per al primer equip. A més, durant la seva presidència el club guanyà les seves dues primeres Copes d'Espanya (1929 i 1940). Membre d'una nissaga de prohoms espanyolistes, els seus germans Santiago i Victorià també foren presidents del club.
La Federació Catalana de Futbol el distingí amb la Medalla d'Or al Mèrit Esportiu i l'Espanyol amb la Medalla d'Or del club a títol pòstum.
Va morir d'accident de trànsit el febrer de 1968 al nord d'Almeria.